# Municipio de Wakarusa
El municipio de Wakarusa (en inglés: Wakarusa Township) es un municipio ubicado en el condado de Douglas en el estado estadounidense de Kansas. En el año 2010 tenía una población de 2318 habitantes y una densidad poblacional de 20,73 personas por km².

## Geografía
El municipio de Wakarusa se encuentra ubicado en las coordenadas 38°55′27″N 95°14′51″O / 38.92417, -95.24750. Según la Oficina del Censo de los Estados Unidos, el municipio tiene una superficie total de 111.8 km², de la cual 108.18 km² corresponden a tierra firme y (3.24%) 3.62 km² es agua.

## Demografía
Según el censo de 2010, había 2318 personas residiendo en el municipio de Wakarusa. La densidad de población era de 20,73 hab./km². De los 2318 habitantes, el municipio de Wakarusa estaba compuesto por el 91.42% blancos, el 2.72% eran afroamericanos, el 0.82% eran amerindios, el 1.77% eran asiáticos, el 0.04% eran isleños del Pacífico, el 0.73% eran de otras razas y el 2.5% pertenecían a dos o más razas. Del total de la población el 3.06% eran hispanos o latinos de cualquier raza.